# Vencellin

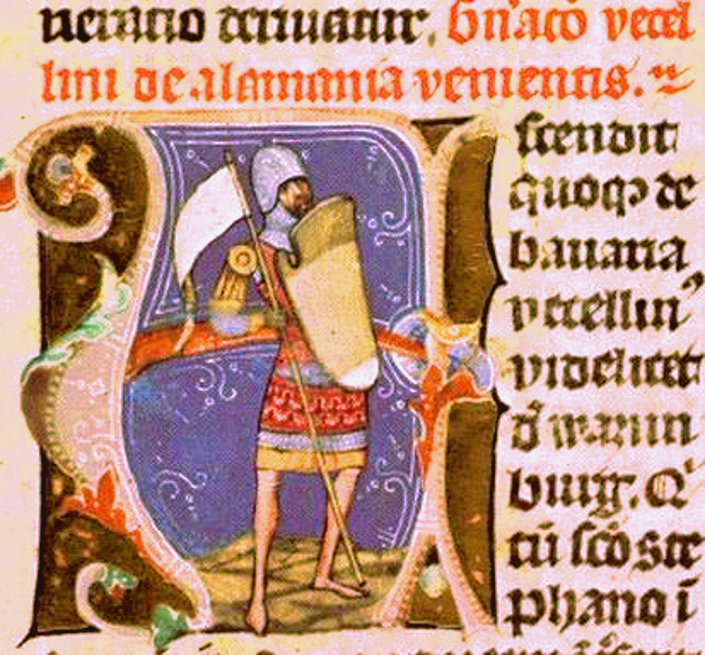
Vencellin lovag, illusztráció a Képes krónikából

Géza magyar fejedelem 995-ben kérte meg fia, Vajk számára II. Henrik bajor herceg Gizella nevű lányának kezét. Az esküvőt 996-ban tartották német földön, a 873. szeptember 27-én felavatott kölni dómban. Gizella ezután követte ifjú férjét új hazájába. Kíséretében több bajor lovag érkezett az országba.
„Lejött Bajorországból Vencellin is, a wasserburgi, aki Szent Istvánnal Somogyban megölte Koppány vezért; ama napon ugyanis ő volt a sereg kapitánya. Tőle a nemzetség kezdete és eredete” (Képes krónika, fordította: Geréb László)
A Gizellával érkező bajor lovagok egyike volt Vencellin wasserburgi gróf (Wasserburgi Vecelin) a latin nyelvű ősforrás szövegében Vecellinus de Wazunburg, aki Vajk szolgálatába állt, akit Géza az utódjának jelölt ki. Érkezését követően Vajk és Koppány vezér konfliktusa miatt – a szeniorátus öröklési rendje szerint Koppánynak kellett volna előlépni trónörökössé – Géza a nyugaton honos primogenitúra alapján választotta ki utódját, ráadásul a sztyeppei szokásjog (levirátus) szerint Koppány feleségül akarta venni a megözvegyült Sarolt fejedelemasszonyt, Géza feleségét és Vajk anyját, ezért elkerülhetetlenül kitört a harc, amely Géza fejedelem 997. február elsején bekövetkezett halála után robbanhatott ki. Vencellin lovag az egyik vezére lett a Koppány ellen indított seregnek Hont és Pázmány lovagokkal együtt. Nyugati szokás szerint a hadjárat megkezdése előtt ők hárman ütötték lovaggá Vajkot. 
…Szent István király azonban összehívta főembereit, és Szent Márton hitvalló közbenjárása által kérte az isteni irgalmasság segítségét. Majd összegyűjtötte seregét, és az ellenség elébe indult; a Garam folyó mellett övezték fel először karddal; itt testi épségének őrizetére két főembert rendelt, Hontot és Pázmányt; az egész sereg fejedelmévé és vezérévé pedig német származású vendégét, Vencellint tette meg. Megkezdődött a csata, mindkét részen sokáig és vitézül folyt a viadal; de az isteni irgalmasság segítségével Szent István vezér nyert dicső diadalt. Ebben a harcban Vencellin ispán megölte Koppány vezért, ezért téres jószágokkal jutalmazta őt meg Szent István, aki akkor még vezér volt. Koppányt pedig Szent István néggyé vágatta; egyik részét elküldte az esztergomi, másikat a veszprémi, a harmadikat a győri kapuhoz, a negyediket Erdőelvébe.…
igen sok magyar nemes, ki Koppány vezérhez csatlakozott, megvetvén a keresztséget és a hitet, rút szolgaságba taszíttatott. E harcok idején ugyanis azt tartották nemesebbnek, aki hamarább csatlakozott Krisztus hitéhez

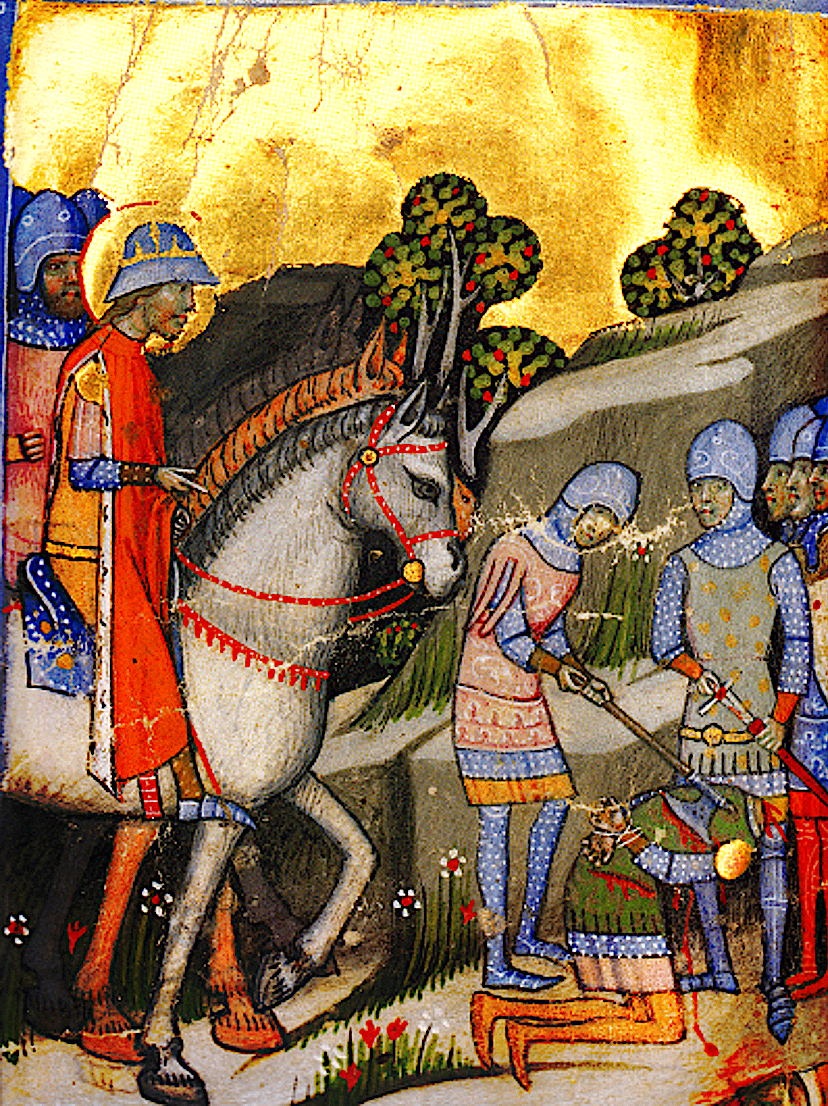
Vencellin lefejezi Koppányt, illusztráció a Képes krónikából

Összecsaptak az ütközetben, mindkét fél sokáig és vitézül csatázott, de az isteni irgalom segítségével boldogult István fejedelem dicsőséges győzelmet aratott. Ebben az ütközetben Vencellin ispán megölte Koppány vezért, és ezért a megboldogult Istvántól, aki akkor még fejedelem volt, terjedelmes hűbéri földeket kapott jutalmul. Magát Koppányt pedig megboldogult István négy részre vágatta: egy részét az esztergomi, a másikat a veszprémi, a harmadikat a győri kapura függesztette, a negyediket pedig Erdélybe küldte. Boldogult István fejedelem a fogadalmát, amit akkor Istennek tett, híven be is váltotta, mert örök érvénnyel elrendelte, hogy a Koppány vezér tartományában élő minden nép gyermekeiből, terményeiből és barmaiból tizedet fizessen Szent Márton monostorának. Az említett Vencellin pedig Rádit nemzette, Rádi pedig Miskát nemzette, Miska pedig Koppányt és Mártont nemzette 
A források szerint tehát 998-ban a Veszprém környékén, Sóly falu határában vívott csatában a hagyomány szerint Vencellin párbajban megölte Koppányt, akinek a hada szétfutott és Vajk teljes győzelmet aratott. Vencellin dédunokája volt Bátor Opos.